# Sina Baldauf
Sina Baldauf (* 30. Juli 1977) ist eine deutsche Juristin. Sie ist seit Juli 2023 Richterin am Bundesfinanzhof.

## Leben und Wirken
Baldauf war nach Abschluss ihrer juristischen Ausbildung ab 2008 zunächst als Rechtsanwältin in einer international tätigen Anwaltskanzlei in Düsseldorf tätig. 2011 wurde sie zur Steuerberaterin bestellt. Im Januar 2012 nahm sie ihre richterliche Tätigkeit beim Finanzgericht Düsseldorf auf. Während ihrer richterlichen Tätigkeit war sie als wissenschaftliche Mitarbeiterin an den Bundesfinanzhof und weiterhin an das Ministerium der Justiz des Landes Nordrhein-Westfalen abgeordnet. Baldauf ist promoviert.
Mit der Ernennung zur Richterin am Bundesfinanzhof ab dem 1. Juli 2023 wies das Präsidium Baldauf dem vornehmlich für Erbschaft- und Grunderwerbsteuer zuständigen II. Senat zu.